# علي عمار (سياسي لبناني)
علي عمار نائب في البرلمان اللبناني في انتخابات 2009 عن «كتلة الوفاء للمقاومة» التابعة لحزب الله.

## حياته
ولد في برج البراجنة من ضواحي بيروت سنة 1956. تلقى علومه الابتدائية في مدرسة نور في تحويطة الغدير، والمدرسة الرسمية المختلطة في برج البراجنة. وأنهى علومه الثانوية في ثانوية حسين علي ناصر. ثم تلقى علوماً دينية على علماء الشيعة.

## عمله السياسي
هو عضو في حزب الله، وفي كتلة الوفاء للمقاومة النيابية. انتخب نائباً عن جبل لبنان، قضاء بعبدا في دورة سنة 1992، وعن دائرة قضاءي بعبدا ـ عاليه في دورة سنة 2000 ودورة سنة 2005 و2009 وفي دورة سنة 2018 وفي دورة سنة 2022.
وشارك في أعمال اللجان النيابية، فكان عضواً في لجان: الصحة العامة، الشؤون الخارجية، المرأة والطفل بالضافة إلى كونه عضواً حالياً في لجنتي الاشغال العامة والنقل والدفاع الوطني والداخلية والبلديات.